# Beamys
Beamys is een geslacht van zoogdieren uit de familie Nesomyidae. De wetenschappelijke naam van het geslacht werd in 1909 gepubliceerd door Oldfield Thomas.

## Soorten
Er worden 2 soorten in dit geslacht geplaatst:
- Beamys hindei (Rüppell, 1842)
- Beamys major (Rüppell, 1835)